# Lai Dương
Lai Dương (tiếng Trung:莱阳市, Hán Việt: Lai Dương thị) là một thành phố cấp huyện của địa cấp thị Yên Đài, tỉnh Sơn Đông, Cộng hòa Nhân dân Trung Hoa. Thành phố này có đặc sản là lê Lai Dương. Ở đây có Đại học Nông nghiệp Thanh Đảo.